# Калинова (річка)
Калинова (Калинова I, Мокра Калинова) — річка в Амвросіївському районі Донецької області, ліва притока Кринки.

## Опис
Довжина річки 12 км, похил річки — 8,5  м/км, найкоротша відстань між витоком та гирлом — 8,67  км, коефіцієнт звивистості річки — 1,39 . Формується з декількох водойм. Площа басейну 37,7  км².

## Розташування
Калинова бере початок на північно-східній околиці села Олексієвське. Тече переважно на південний захід. На околиці села Калинове впадає у річку Кринку, праву притоку Міуса.